# Гусеницеедовые
Гусеницеедовые (лат. Conopophagidae) — семейство воробьиных птиц. Длина тела 10—14 см. Внешне они напоминают маленьких питт — с высокими ногами и куцым тельцем, хотя не такой радужной окраски. Голова контрастно-чёрная, красная или коричневая. Верх обычно рыжеватый, бурый или черноватый. Брюшко светлое. У самцов, в отличие от самок, за глазами тянутся ушки из длинных белых перьев. Гусеницееды ведут наземный образ жизни. У них короткие округлые крылья. Они редко летают, оседлы. Образ жизни почти не изучен. Питаются на земле в лесной подстилке насекомыми и другими беспозвоночными. Шарообразные гнёзда строят около земли. В кладке может быть до двух кремовых яиц с розоватыми или коричневыми пятнышками и пестринками.
Распространены исключительно в тропических лесных районах Центральной и Южной Америк.

## Классификация
Международный союз орнитологов относит к семейству 2 рода и 12 видов:
- Conopophaga Vieillot, 1816 — Гусеницееды
- Pittasoma Cassin, 1860 — Питтасомы